# 22 lipca
22 lipca jest 203. (w latach przestępnych 204.) dniem w kalendarzu gregoriańskim. Do końca roku pozostaje 162 dni.

## Święta
- Imieniny obchodzą: Albin, Benon, Benona, Cyryl, Józef, Magdalena, Menelaus, Naczęsława, Nicefor, Platon, Stojsław, Stojsława i Teofil.
- lokalnie: Dzień aproksymacji Pi (odpowiednik amer. zapisu liczby Pi z 14 marca (3.14) zob. Dzień Liczby Pi, europejski sposób zapisu daty 22/7=~3.1428)
- dawne święta: Polska Rzeczpospolita Ludowa – Narodowe Święto Odrodzenia Polski
- Gambia – Święto Rewolucji
- Wspomnienia i święta w Kościele katolickim[1][2] obchodzą:
  - bł. Augustyn Fangi z Biella
  - św. Maria Magdalena (uczennica Jezusa)
  - bł. Nicefor od Jezusa i Marii (Wincenty Díez Tejerina)

## Wydarzenia w Polsce

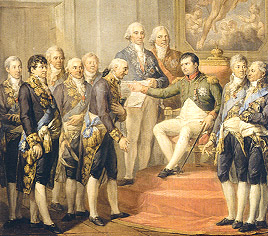
Napoleon Bonaparte nadaje konstytucję Księstwu Warszawskiemu (1807)

- 1018 – Wyprawa kijowska: w bitwie pod Wołyniem książę Polski Bolesław I Chrobry pokonał wielkiego księcia kijowskiego Jarosława I Mądrego.
- 1331 – Wojna kujawska: wojska zakonu krzyżackiego dowodzone przez marszałka Dietricha von Altenburga i komtura chełmińskiego Ottona von Luterberga przekroczyły Wisłę i wtargnęły na Kujawy.
- 1410 – Wielka wojna z zakonem krzyżackim:
  - Pierwsze oddziały polsko-litewskie dotarły pod malborski zamek.
  - Po wypędzeniu Krzyżaków mieszkańcy Elbląga złożyli hołd królowi Władysławowi Jagielle.
  - Załoga zamku olsztyńskiego skapitulowała przed wojskami polskimi.
- 1458 – W trakcie wojny trzynastoletniej z zakonem krzyżackim wojska polskie zmierzające pod Malbork obległy zamek w Papowie Biskupim.
- 1520 – W trakcie wojny pruskiej wojska krzyżackie zaatakowały pod Piszem kilkusetosobowy oddział polskich i czeskich zaciężnych.
- 1522 – Król Zygmunt I Stary nadał prawa miejskie Grodziskowi Mazowieckiemu.
- 1648 – Powstanie Chmielnickiego: na skutek zdrady Kozacy pod wodzą Maksyma Krzywonosa opanowali Połonne i całkowicie je spalili, dokonując rzezi mieszkańców.
- 1657 – Potop szwedzki: w Międzybożu skapitulowały sprzymierzone ze Szwedami, osaczone przez hetmanów Stefana Czarneckiego i Stanisława Lanckorońskiego, wojska księcia Siedmiogrodu Jerzego II Rakoczego.
- 1661 – Ukazało się ostatnie wydanie „Merkuriusza Polskiego Ordynaryjnego”.
- 1793 – II rozbiór Polski: deputacja Sejmu grodzieńskiego, obradującego pod lufami armat wojsk rosyjskich podpisała traktat z Rosją, w którym Rzeczpospolita zrzekła się województw: mińskiego, kijowskiego, bracławskiego i podolskiego oraz części wileńskiego, nowogródzkiego, brzeskolitewskiego i wołyńskiego (250 tys. km²).
- 1807 – Napoleon Bonaparte nadał Księstwu Warszawskiemu Konstytucję oraz Kodeks cywilny.
- 1880 – Wielki pożar Żelechowa.
- 1897 – W Warszawie rozpoczęła działalność pierwsza stacja pogotowia ratunkowego.
- 1898 – W Krakowie odbyła się premiera wodewilu Królowa przedmieścia Konstantego Krumłowskiego.
- 1912 – W Białowieży odsłonięto pomnik cara Aleksandra II.
- 1917 – Po tzw. kryzysie przysięgowym zostali aresztowani przez Niemców Józef Piłsudski i Kazimierz Sosnkowski.
- 1920 – Gen. Tadeusz Rozwadowski objął ponownie stanowisko szefa Sztabu Generalnego.
- 1934 – Do Warszawy dotarła fala kulminacyjna największej powodzi w okresie międzywojennym.
- 1939 – Podniesiono polską banderę na drobnicowcu „Stalowa Wola”.
- 1941 – Niemcy utworzyli Bezirk Bialystok (Okręg Białostocki).
- 1942 – Rozpoczęła się wielka akcja deportacyjna w getcie warszawskim; do obozu zagłady w Treblince wyjechał pierwszy transport Żydów (dotarł do Treblinki w godzinach rannych 23 lipca).
- 1944:
  - 300 więźniów zostało zamordowanych na lubelskim zamku przez wycofujących się Niemców.
  - W Moskwie ogłoszono Manifest Polskiego Komitetu Wyzwolenia Narodowego.
  - We Lwowie oddziały zbrojne Armii Krajowej rozpoczęły akcję „Burza” przeciwko wojskom niemieckim.
- 1945:
  - Ogłoszono amnestię.
  - Ustanowiono Narodowe Święto Odrodzenia Polski.
- 1949 – W Warszawie oddano do użytku Trasę W-Z oraz otwarto dla ruchu odbudowaną po zniszczeniach wojennych ulicę Nowy Świat.
- 1950 – Zawarto polsko-radziecką umowę licencyjną na produkcję w Fabryce Samochodów Osobowych samochodu Pobieda M-20 (FSO Warszawa).
- 1952:
  - Uchwalono Konstytucję PRL. Przyjęto m.in. nową nazwę państwa – Polska Rzeczpospolita Ludowa, zniesiono urząd prezydenta, który zastąpiono Radą Państwa.
  - Zakończono budowę pierwszej części Marszałkowskiej Dzielnicy Mieszkaniowej (MDM).
- 1953:
  - Rozpoczęła nadawanie programu Ekspozytura Polskiego Radia w Zielonej Górze.
  - Zakończono pierwszy etap odbudowy warszawskiego Starego Miasta.
- 1954 – W Hucie im. Lenina w Krakowie odbył się pierwszy spust surówki z wielkiego pieca nr 1; wydarzenie to jest uznawane za oficjalną datę otwarcia tego kombinatu metalurgicznego[3].
- 1955 – W Warszawie oddano do użytku Pałac Kultury i Nauki oraz Stadion Dziesięciolecia.
- 1956:
  - Oddano do użytku Stadion Śląski w Chorzowie. W inauguracyjnym meczu reprezentacja Polski przegrała z NRD 0:2.
  - Rozpoczął działalność łódzki oddział Telewizji Polskiej.
- 1957 – W Warszawie zaprezentowano prototypy samochodów osobowych WSK Meduza i Mikrus MR-300 zbudowane w WSK Mielec.
- 1961 – Wyemitowano premierowe wydanie telewizyjnych Łódzkich Wiadomości Dnia.
- 1965 – W Gdyni odsłonięto Pomnik Ludziom Morza.
- 1966:
  - Otwarto Muzeum Ziemi Rawskiej w Rawie Mazowieckiej.
  - Ulicami Warszawy przeszła uroczysta wielotysięczna defilada przedstawiająca Tysiąclecie Oręża Polskiego, z udziałem władz państwowych, wojska, sportowców i młodzieży.
  - Wyemitowano ostatni odcinek telewizyjnego Kabaretu Starszych Panów.
- 1971 – Zakończono produkcję transportera opancerzonego SKOT.
- 1972 – W Białymstoku oddano do użytku Stadion Miejski.
- 1973 – W zakładach w Bielsku-Białej oficjalnie uruchomiono linię produkcyjną Fiata 126p.
- 1974 – Oddano do użytku Port Północny w Gdańsku i warszawską Trasę Łazienkowską.
- 1978 – Jan Brzeźny wygrał 35. Tour de Pologne.
- 1982 – Stan wojenny: z okazji Narodowego Święta Odrodzenia Polski na wniosek Patriotycznego Ruchu Odrodzenia Narodowego zwolniono dużą liczbę osób internowanych oraz zniesiono godzinę milicyjną.
- 1983 – Rada Państwa zniosła stan wojenny.
- 1985 – W Lubinie oddano do użytku Górniczy Ośrodek Sportu pod nazwą Stadion 40-Lecia Powrotu Ziem Zachodnich i Północnych Do Macierzy.
- 2002 – Afera Rywina: w redakcji „Gazety Wyborczej” producent filmowy Lew Rywin złożył jej redaktorowi naczelnemu Adamowi Michnikowi korupcyjną propozycję korzystnych zapisów w ustawie medialnej w zamian za 17,5 miliona dolarów. Rozmowa została nagrana przez Michnika na dwóch magnetofonach i ujawniona w „Gazecie” 27 grudnia tego samego roku.
- 2007 – Potężne trąby powietrzne przeszły nad Lubelszczyzną, powodując znaczne zniszczenia.

## Wydarzenia na świecie
- 259 – Dionizy został papieżem.
- 971 – Zwycięstwo wojsk bizantyjskich nad ruskimi w bitwie pod Dorostolonem.
- 1099 – Gotfryd z Bouillon został pierwszym monarchą Królestwa Jerozolimskiego.
- 1209 – Wojny albigeńskie: krzyżowcy dokonali rzezi Béziers.
- 1227 – W bitwie pod Bornhöved wojska duńskie poniosły klęskę w starciu z siłami koalicyjnymi miast niemieckich.
- 1246 – Franciszkanie Jan di Piano Carpini i Benedykt Polak jako pierwsi Europejczycy przybyli do wielkiego chana mongolskiego z listem od papieża.
- 1298 – I wojna o niepodległość Szkocji: król Anglii Edward I Długonogi pokonał rebeliantów Williama Wallace’a w bitwie pod Falkirk.
- 1342 – Ogromna powódź w środkowej Europie (tzw. powódź Marii Magdaleny).
- 1443 – Wojna domowa w Szwajcarii: zwycięstwo wojsk starych kantonów szwajcarskich w bitwie pod St. Jakob an der Sihl.
- 1456 – Zwycięstwo wojsk węgierskich nad osmańskimi w bitwie pod Belgradem.
- 1461 – Ludwik XI został królem Francji.
- 1499 – Wojna szwabska: zwycięstwo wojsk szwajcarskich nad siłami Związku Szwabskiego w bitwie pod Dornach.
- 1513 – Chrystian II Oldenburg został królem Danii i Norwegii.
- 1515 – Podczas zjazdu wiedeńskiego podpisano traktat polityczny między Jagiellonami (królem Polski Zygmuntem I Starym i królem Czech i Węgier Władysławem II Jagiellończykiem) a Habsburgami (cesarzem rzymsko-niemieckim Maksymilianem I Habsburgiem).
- 1530 – Cesarz Karol V Habsburg zaaprobował ostateczny tekst Konfutacji Wyznania augsburskiego, będącej odpowiedzią strony katolickiej na Wyznanie augsburskie.
- 1567 – Alessandro Ottaviano de’ Medici (przyszły papież Leon XI) przyjął święcenia kapłańskie.
- 1654 – Wojna polsko-rosyjska: wojska rosyjskie pod wodzą kniazia Aleksego Trubeckiego dokonały rzezi 15 tys. Mścisławia.
- 1686 – Późniejsza stolica stanu Nowy Jork Albany otrzymało prawa miejskie.
- 1691 – (12 lipca wg kal. jul.) Wojna irlandzka: decydujące zwycięstwo Wilhelmitów nad Jakobitami w bitwie pod Aughrim.
- 1704 – Wojna o sukcesję hiszpańską: zakończyło się nieudane francuskie oblężenie Villingen.
- 1719 – III wojna północna: rozpoczęła się szwedzko-duńska bitwa pod Marstrand.
- 1731 – Hiszpania podpisała traktat wiedeński.
- 1739 – VII wojna austriacko-turecka: decydujące zwycięstwo wojsk tureckich w bitwie pod Grocką.
- 1757 – Serafim II został ekumenicznym patriarchą Konstantynopola.
- 1793 – Szkocki kupiec i podróżnik Alexander Mackenzie dotarł, jako jeden z pierwszych Europejczyków, do północnoamerykańskiego wybrzeża Pacyfiku.
- 1795 – W Bazylei podpisano francusko-hiszpański protokół pokojowy.
- 1796 – Założono Cleveland w stanie Ohio.
- 1805 – III koalicja antyfrancuska: zwycięstwo floty brytyjskiej nad francusko-hiszpańską w III bitwie pod Finisterre.
- 1808 – Wojna na Półwyspie Iberyjskim: zwycięstwo wojsk hiszpańskich nad francuskimi w bitwie pod Bailén.
- 1812 – Wojna na Półwyspie Iberyjskim: klęska armii francuskiej w bitwie z wojskami brytyjsko-hiszpańsko-portugalskimi w pod Salamanką.
- 1829 – Góral Killar Chaszirow wspiął się po raz pierwszy na wschodni szczyt Elbrusu na Kaukazie (5621 m n.p.m.). Wyższy o 21 m szczyt zachodni został zdobyty w 1874 roku.
- 1834 – Adam Mickiewicz poślubił w Paryżu Celinę Szymanowską.
- 1847 – W Londynie odbyła się premiera opery Zbójcy Giuseppe Verdiego.
- 1848 – W Wiedniu rozpoczął prace Sejm Ustawodawczy.
- 1854 – Brytyjski astronom John Russell Hind odkrył planetoidę (30) Urania.
- 1864 – Wojna secesyjna: klęska Konfederatów w bitwie pod Atlantą.
- 1866 – Wojna prusko-austriacka: zwycięstwo wojsk pruskich w bitwie pod Blumenau.
- 1894 – We Francji odbył się pierwszy wyścig samochodowy z serii Grand Prix.
- 1896 – Odbył się ślub księcia Danii i Norwegii Carla Glücksburga z księżniczką Walii Maud, późniejszej norweskiej pary królewskiej.
- 1899 – Na filipińskiej wyspie Negros utworzono Kantonalną Republikę Negros, amerykański protektorat na gruzach Hiszpańskich Indii.
- 1902:
  - W Kopenhadze została powołana Międzynarodowa Rada Badań Morza (ICES).
  - Włoski poszukiwacz Felice Pedroni odkrył złoto w okolicach Fairbanks w środkowej Alasce, co rozpoczęło gorączkę złota w tym rejonie.
- 1908 – Założono produkujące karety i karoserie samochodowe amerykańskie przedsiębiorstwo Fisher Body Company, później wchodzące w skład General Motors Corporation.
- 1916 – Ukazał się pierwszy numer wydawanego w Namibii niemieckiego dziennika „Allgemeine Zeitung” (jako „Der Kriegsbote”).
- 1919 – W Londynie odbyła się premiera baletu Trójkątny kapelusz z muzyką Manuela de Falli.
- 1921:
  - Wojna o Rif: rozpoczęła się bitwa pod Annual.
  - Założono amerykańską wytwórnię lotniczą Douglas Aircraft Company.
- 1922 – W Brukseli założono Międzynarodową Unię Geograficzną (IGU/UGI).
- 1927 – Założono klub piłkarski AS Roma.
- 1929 – Niemiecki transatlantyk „Bremen” zdobył Błękitną Wstęgę Atlantyku.
- 1933 – Amerykanin Wiley Post jako pierwszy przeleciał samotnie dookoła świata na jednosilnikowym samolocie Lockheed Vega 5B Winnie Mae. Lot zajął 7 dni, 18 godzin i 49 minut.
- 1934 – Gangster John Dillinger został zastrzelony przez agentów FBI przed kinem w Chicago.
- 1938 – Koło miejscowości Gura Humorului w Rumunii w katastrofie lecącego z Czerniowiec do Bukaresztu samolotu Lockheed L-14 Super Electra należącego do PLL LOT zginęło wszystkich 14 osób na pokładzie.
- 1940:
  - Fumimaro Konoe został po raz drugi premierem Japonii.
  - Został sformowany Dywizjon 301 Bombowy „Ziemi Pomorskiej im. Obrońców Warszawy”.
- 1942 – II wojna światowa w Afryce: nieudany atak wojsk brytyjskich na pozycje włoskie w Libii. Alianci stracili 146 czołgów, a 1400 żołnierzy wzięto do niewoli, straty włoskie były znikome.
- 1943:
  - Kampania włoska: wojska alianckie zdobyły Palermo.
  - Wojna na Pacyfiku: u wybrzeży Wysp Salomona został zatopiony przez amerykańskie lotnictwo japoński okręt-baza wodnosamolotów „Nisshin”. Spośród 1263 osób na pokładzie uratowano jedynie 178.
- 1944:
  - Kuniaki Koiso został premierem Japonii.
  - Podczas konferencji w Bretton Woods w amerykańskim stanie New Hampshire został utworzony Międzynarodowy Fundusz Walutowy.
- 1945 – Rozpoczęła się bitwa w Zatoce Tokijskiej, ostatnia bitwa morska w trakcie wojny o Pacyfik.
- 1946:
  - Syjonistyczne organizacje Irgun i Lechi dokonały zamachu bombowego na hotel King David w Jerozolimie, w którym mieściła się brytyjska kwatera główna. Zginęło 91 osób, a 45 zostało rannych.
  - Utworzono Demokratyczny Front na rzecz Zjednoczenia Ojczyzny, będący koalicją partii politycznych działającą w Korei Północnej.
- 1952 – Premiera brytyjskiego filmu wojennego Bariera dźwięku w reżyserii Davida Leana.
- 1961 – Wielka Brytania zgodziła się na wypłatę 80 tys. funtów odszkodowania za zbombardowanie 26 czerwca 1944 roku neutralnego San Marino w wyniku którego zginęło ponad 100 osób, a 60 zostało rannych.
- 1962 – Mający lecieć na Fidżi, należący do Canadian Pacific Air Lines samolot Bristol Britannia, rozbił się w Porcie lotniczym Honolulu w czasie próby awaryjnego lądowania po awarii jednego z 4 turbośmigłowych silników, w wyniku czego zginęło 27 osób, a 13 zostało rannych.
- 1967 – 86 osób zginęło w trzęsieniu ziemi o magnitudzie 7,6 w Bolu w północno-zachodniej Turcji.
- 1969 – Hiszpańskie Kortezy przyjęły ustawę na mocy której 31-letni kapitan armii hiszpańskiej Juan Carlos de Burbon został ogłoszony księciem Hiszpanii i następcą gen. Francisco Franco na stanowisku głowy państwa (jako król).
- 1973 – 78 osób zginęło, a 1 została ranna w katastrofie lotu Pan Am 816 u wybrzeży Tahiti.
- 1975 – Został powołany Europejski Trybunał Obrachunkowy.
- 1976 – Papież Paweł VI zawiesił działanie Bractwa Kapłańskiego Świętego Piusa X, a jego założyciela Marcela Lefebvre’a ukarał suspensą.
- 1977 – Chiński przywódca Deng Xiaoping został przywrócony do władzy.
- 1979 – 6 dni po objęciu urzędu prezydenta Iraku Saddam Husajn przeprowadził publiczną czystkę wśród wysokich rangą działaczy Partii Baas, w trakcie której aresztowano i zamordowano 68 osób.
- 1982 – Turecki terrorysta Mehmet Ali Ağca, sprawca nieudanego zamachu na papieża Jana Pawła II z 13 maja tego roku, został skazany przez włoski sąd na dożywotnie pozbawienie wolności.
- 1983 – Australijczyk Dick Smith jako pierwszy samotnie obleciał kulę ziemską śmigłowcem, co zajęło mu około 11 miesięcy.
- 1985 – Terroryści z Hezbollahu dokonali zamachu na synagogę w Kopenhadze. Zginęła 1 osoba, a 20 zostało rannych.
- 1986 – Socjaliści wygrali wybory parlamentarne w Hiszpanii.
- 1987 – Palestyński twórca antyizraelskich rysunków satyrycznych Nadżi al-Ali został postrzelony w twarz przed londyńską siedzibą kuwejckiej gazety „Al-Kabas”, z którą współpracował. W wyniku odniesionych ran zmarł 5 tygodni później w szpitalu Charing Cross.
- 1991 – W Milwaukee został aresztowany Jeffrey Dahmer, jeden z najsłynniejszych amerykańskich seryjnych morderców.
- 1993 – Rada Europejska podjęła decyzję o wprowadzeniu w krajach członkowskich UE formatu obrazu telewizyjnego 16:9.
- 1994 – W wyniku bezkrwawego przewrotu wojskowego w Gambii został obalony prezydent Dawda Jawara. Nowym prezydentem został płk Yahya Jammeh.
- 1997 – Bill Skate został premierem Paupui-Nowej Gwinei.
- 1999:
  - Microsoft udostępnił pierwszą wersję internetowego komunikatora MSN Messenger.
  - Premier Mongolii Dżanlawyn Narancacralt podał się do dymisji w wyniku oskarżeń o nieprawidłowości w sprzedaży państwowej firmy rosyjsko-mongolskiej spółce joint venture. Tymczasowo obowiązki premiera przejęła minister spraw zagranicznych Njam-Osoryn Tujaa.
- 2001 – Uchylono obowiązujący od 1968 roku Artykuł 200 rumuńskiego kodeksu karnego, który penalizował kontakty homoseksualne.
- 2003 – W wyniku ataku wojsk amerykańskich zginęli Udaj i Kusaj, synowie obalonego dyktatora Iraku Saddama Husajna.
- 2004 – 38 osób zginęło w katastrofie kolejowej w mieście Pamukova w północno-zachodniej Turcji.
- 2005:
  - Microsoft podał oficjalną nazwę systemu operacyjnego Windows Vista, wcześniej znanego jako Longhorn.
  - Rosjanka Jelena Isinbajewa podczas mityngu w Londynie jako pierwsza kobieta pokonała wysokość 5 metrów w skoku o tyczce.
  - W londyńskim metrze został omyłkowo zastrzelony przez policję, wzięty za zamachowca-samobójcę Brazylijczyk Jean Charles de Menezes.
- 2007:
  - Rządząca Partia Sprawiedliwości i Rozwoju premiera Recepa Tayyipa Erdoğana wygrała wybory parlamentarne w Turcji, uzyskując 341 miejsc w 550-osobowym Zgromadzeniu Narodowym.
  - W katastrofie polskiego autokaru z pielgrzymami pod francuskim Grenoble zginęło 26 osób, a 24 zostały ranne.
- 2009 – Najdłuższe całkowite zaćmienie Słońca w XXI wieku, widoczne w Indiach, Chinach i na Pacyfiku.
- 2010 – Międzynarodowy Trybunał Sprawiedliwości w Hadze orzekł, że jednostronna deklaracja niepodległości Kosowa z 2008 roku nie narusza prawa międzynarodowego.
- 2011 – 32-letni prawicowy ekstremista Anders Breivik dokonał zamachów na siedzibę premiera Norwegii w Oslo, w którym w wyniku wybuchu bomby zginęło 8 osób, a kilkanaście zostało rannych, a następnie na uczestników obozu młodzieżówki Norweskiej Partii Pracy na wyspie Utøya, gdzie zastrzelił 69 osób, a 110 zranił, z czego 55 ciężko.
- 2013 – 95 osób zginęło, a 2395 zostało rannych w trzęsieniu ziemi z epicentrum w okolicy miasta Dingxi w chińskiej prowincji Gansu.
- 2014:
  - 22 osoby zginęły, a 45 zostało rannych w podwójnym zamachu bombowym w dzielnicy al-Kadumiya w Bagdadzie.
  - Ana Jara objęła urząd premiera Peru.
- 2015 – W swym domu w Broken Arrow w stanie Oklahoma bracia 18-letni Robert i 16-letni Michael Beverowie zamordowali swoich rodziców i troje młodszego rodzeństwa oraz zranili 13-letnią siostrę. Obaj zostali wkrótce zatrzymani przez policję na zalesionym obszarze za posesją.
- 2016 – W Olympia-Einkaufszentrum w Monachium 18-letni zamachowiec pochodzenia niemiecko-irańskiego Ali Sonboly zastrzelił 9 i zranił 35 osób, po czym popełnił samobójstwo.
- 2017 – Wszedł do służby lotniskowiec USS „Gerald R. Ford”.
- 2018 – Andrzej Bargiel jako pierwszy człowiek w historii zjechał na nartach ze szczytu K2 w paśmie Karakorum.
- 2019 – Fritz William Michel został premierem Haiti.
- 2020 – Štěpánov w Czechach uzyskał prawa miejskie.

## Eksploracja kosmosui zdarzenia astronomiczne
- 1962 – Amerykańska sonda wenusjańska Mariner 1 została zniszczona krótko po starcie z powodu zboczenia z kursu rakiety nośnej.
- 1972 – Radziecka sonda Wenera 8 wylądowała na Wenus.
- 1987 – Został wystrzelony statek kosmiczny Sojuz TM-3 z pierwszym syryjskim kosmonautą Muhammadem Farisem na pokładzie.
- 1994 – Ostatni fragment komety Shoemaker-Levy 9 uderzył w Jowisza.

## Urodzili się
- 1210 – Joanna Plantagenet, królowa Szkocji (zm. 1238)
- 1361 – Karol III Szlachetny, król Nawarry (zm. 1425)
- 1478 – Filip I Piękny, książę Burgundii, król Kastylii (zm. 1506)
- 1510 – Aleksander Medyceusz, książę Florencji (zm. 1537)
- 1535 – Katarzyna Stenbock, królowa Szwecji (zm. 1621)
- 1556 – Otto Henryk Wittelsbach, hrabia palatyn i książę Palatynatu-Sulzbach (zm. 1604)
- 1559 – Wawrzyniec z Brindisi, włoski franciszkanin, teolog, dyplomata, doktor Kościoła, święty (zm. 1619)
- 1579 – Janusz Radziwiłł, książę Świętego Cesarstwa Rzymskiego Narodu Niemieckiego, kasztelan wileński, podczaszy wielki litewski, starosta borysowski, pan na Dubinkach, Lichtenbergu, Słucku i Kopylu (zm. 1620)
- 1596 – Michał I Romanow, car Rosji (zm. 1645)
- 1621 – Anthony Ashley-Cooper, angielski arystokrata, polityk (zm. 1683)
- 1647 – Małgorzata Maria Alacoque, francuska zakonnica, mistyczka, święta (zm. 1690)
- 1651 – Ferdinand Tobias Richter, austriacki kompozytor, organista (zm. 1711)
- 1658 – Gabriel Bömeln, niemiecki prawnik, dyplomata, burmistrz Gdańska (zm. 1740)
- 1671 – Ludwik Rudolf, książę Brunszwiku-Wolfenbüttel (zm. 1735)
- 1672 – Jan Chryzostom Bąkowski, polski jezuita, misjonarz w Chinach (zm. 1731)
- 1674 – Jacob Leupold, niemiecki fizyk, matematyk, inżynier (zm. 1727)
- 1676 – Ernst Christoph von Manteuffel, królewsko-polski i elektorsko-saski szambelan, dyplomata (zm. 1749)
- 1689 – (data chrztu) Szymon Czechowicz, polski malarz (zm. 1775)
- 1702 – Alessandro Besozzi, włoski kompozytor, oboista (zm. 1755)
- 1713 – Jacques-Germain Soufflot, francuski architekt (zm. 1780)
- 1716 – Jan Jakub Zamoyski, ordynat zamojski, wojewoda podolski (zm. 1790)
- 1718 – Antoni Wiśniewski, polski pijar, fizyk, matematyk, teolog, pedagog, filozof, dramatopisarz, tłumacz, wydawca kalendarzy (zm. 1774)
- 1727 – Ignacy Jakub Massalski, biskup wileński, pisarz wielki litewski, duchowny referendarz wielki litewski, konsyliarz z Senatu w konfederacji targowickiej, członek konfederacji grodzieńskiej, konsyliarz Rady Nieustającej, członek Komisji Edukacji Narodowej (zm. 1794)
- 1730 – Daniel Carroll, amerykański polityk (zm. 1796)
- 1733 – Michaił Szczerbatow, rosyjski książę, historyk, pisarz polityczny (zm. 1790)
- 1743 – Giovanni Rinuccini, włoski kardynał, wysoki urzędnik Kurii Rzymskiej (zm. 1801)
- 1747 – Serapion (Aleksandrowski), rosyjski biskup prawosławny (zm. 1824)
- 1751 – Karolina Matylda Hanowerska, królowa Danii i Norwegii (zm. 1775)
- 1752 – Hiob (Potiomkin), rosyjski biskup prawosławny (zm. 1823)
- 1755 – Gaspard Marie Riche de Prony, francuski inżynier, matematyk, fizyk, wykładowca akademicki (zm. 1839)
- 1776 – Fryderyk, książę Hohenzollern-Hechingen (zm. 1838)
- 1779 – Edward Lloyd, amerykański polityk, senator (zm. 1834)
- 1784 – Friedrich Wilhelm Bessel, niemiecki astronom, matematyk, wykładowca akademicki (zm. 1846)
- 1795 – Gabriel Lamé, francuski matematyk, inżynier, wykładowca akademicki (zm. 1870)
- 1799 – Paulina Jaricot, francuska Służebnica Boża (zm. 1862)
- 1800 – Robert McCormick, brytyjski badacz polarny (zm. 1890)
- 1802 – Stanisław Morawski, polski lekarz, pisarz, pamiętnikarz (zm. 1853)
- 1803 – Eugène Isabey, francuski malarz, litograf (zm. 1886)
- 1804 – Victor Schœlcher, francuski polityk, publicysta, przywódca ruchu abolicjonistycznego (zm. 1893)
- 1806:
  - Julius von Schleinitz, niemiecki polityk (zm. 1865)
  - Johann Kaspar Zeuss, niemiecki językoznawca, wykładowca akademicki (zm. 1856)
- 1807 – Karolina Pawłowa, rosyjska poetka, tłumaczka, malarka pochodzenia niemieckiego (zm. 1893)
- 1810 – Ludwig Türck, austriacki neurolog, laryngolog, wykładowca akademicki (zm. 1868)
- 1815 – Robert Eberle, niemiecki malarz (zm. 1860)
- 1817 – Frederik Muller, holenderski bibliograf, marszand (zm. 1881)
- 1819 – Johann Georg von Loeper, niemiecki posiadacz ziemski, polityk (zm. 1900)
- 1820 – Oliver Mowat, kanadyjski polityk, premier prowincji Ontario (zm. 1903)
- 1822 – Henryk Lasocki, polski działacz niepodległościowy, emigrant (zm. 1899)
- 1823 – (lub 1817) Paulina Rivoli, polska śpiewaczka operowa (sopran) (zm. 1881)
- 1829 – John Nevins Andrews, amerykański duchowny, teolog i misjonarz adwentystyczny (zm. 1883)
- 1831:
  - Kōmei, cesarz Japonii (zm. 1867)
  - Andriej Korf, rosyjski baron, generał (zm. 1893)
- 1832 – Colin Archer, norweski projektant i budowniczy statków morskich (zm. 1921)
- 1837:
  - Robert Giffen, szkocki ekonomista, statystyk, dziennikarz (zm. 1910)
  - Alois Handl, austriacki fizyk, pedagog (zm. 1915)
- 1839 – Jakob Hurt, estoński językoznawca, teolog, folklorysta (zm. 1907)
- 1840:
  - William Benjamin Baker, amerykański polityk (zm. 1911)
  - Józef Cybulski, polski aktor, reżyser teatralny (zm. 1912)
  - Maria Fabianowska, polska weteranka powstania styczniowego (zm. 1941)
- 1841 – Franciszek Salezy Lewental, polski księgarz, wydawca pochodzenia żydowskiego (zm. 1902)
- 1843 – Antal Stašek, czeski pisarz (zm. 1931)
- 1844:
  - Gaspard-Marie-Michel-André Latty, francuski duchowny katolicki, arcybiskup metropolita Awinionu (zm. 1928)
  - Maria Woodworth-Etter, amerykańska ewangelistka (zm. 1924)
- 1846 – Alfred Perceval Graves, irlandzki pisarz (zm. 1931)
- 1848 – Adolf Fryderyk V, wielki książę Meklemburgii-Strelitz (zm. 1914)
- 1849 – Emma Lazarus, amerykańska poetka pochodzenia żydowskiego (zm. 1887)
- 1852:
  - Maria Magdalena Andrzejkowicz-Buttowt, polska malarka (zm. 1933)
  - William Poel, brytyjski aktor, reżyser teatralny (zm. 1934)
- 1855:
  - Jan Gnatowski, polski duchowny katolicki, pisarz, publicysta (zm. 1925)
  - Franciszek Wysocki, polski aktor, reżyser teatralny pochodzenia żydowskiego (zm. 1939 lub 1941)
- 1856:
  - Chū Asai, japoński malarz (zm. 1907)
  - Octave Hamelin, francuski filozof, wykładowca akademicki (zm. 1907)
- 1859 – Stefan Kozłowski, polski działacz ludowy, rolniczy i oświatowy (zm. 1908)
- 1860 – Paul Gustave Fischer, duński malarz pochodzenia żydowskiego (zm. 1934)
- 1861 – Stefan (Archangielski), rosyjski biskup prawosławny (zm. 1914)
- 1862:
  - Thomas Ball Barratt, norweski pastor (zm. 1940)
  - Andrzej Lubomirski, polski ziemianin, kurator literacki, działacz gospodarczy i społeczny, polityk (zm. 1953)
- 1864:
  - Julius Lippmann, niemiecki polityk (zm. 1934)
  - Józef Maria Rubio Peralta, hiszpański jezuita, święty (zm. 1929)
- 1865 – Aron Heppner, niemiecki rabin, judaista, historyk (zm. 1938)
- 1866:
  - František Bubák, czeski botanik, mykolog i fitopatolog, wykładowca akademicki (zm. 1925)
  - Ludwik Kulczycki, polski socjolog, publicysta, działacz socjalistyczny (zm. 1941)
  - Aleksander Żabczyński, polski generał dywizji (zm. 1934)
- 1867 – Franciszek Siedlecki, polski malarz, grafik, scenograf, krytyk sztuki (zm. 1934)
- 1869 – Roman Sichrawa, polski adwokat, publicysta, samorządowiec, prezydent Nowego Sącza (zm. 1945)
- 1872 – Witold Łaszczyński, polski pisarz, poeta, literat, tłumacz (zm. 1949)
- 1877 – Giovanni Giorgio Trissino, włoski hrabia, jeździec sportowy (zm. 1963)
- 1878 – Janusz Korczak, polski pedagog, publicysta, pisarz, lekarz pochodzenia żydowskiego (zm. 1942)
- 1880:
  - Anatol Kędzierski, polski generał brygady (zm. 1964)
  - Dydak Ventaja Milan, hiszpański duchowny katolicki, biskup Almerii, męczennik, błogosławiony (zm. 1936)
- 1881 – Bolesław Wieniawa-Długoszowski, polski generał dywizji, dyplomata (zm. 1942)
- 1882 – Edward Hopper, amerykański malarz (zm. 1967)
- 1883 – Leonard Piskorski, polski białoskórnik (zm. 1957)
- 1886:
  - Theo Morell, niemiecki lekarz (zm. 1948)
  - Stanisław Płonka-Fiszer, polski aktor, reżyser teatralny (zm. 1969)
- 1887 – Gustav Ludwig Hertz, niemiecki fizyk kwantowy pochodzenia żydowskiego, laureat Nagrody Nobla (zm. 1975)
- 1888 – Selman Waksman, amerykański biochemik, laureat Nagrody Nobla pochodzenia nigeryjskiego (zm. 1973)
- 1889 – Georges Bonnet, francuski polityk, dyplomata (zm. 1973)
- 1890:
  - Jan Chodźko-Zajko, polski oficer, kawaler Orderu Virtuti Militari (zm. 1940)
  - Rose Kennedy, Amerykanka, nestorka rodziny Kennedych (zm. 1995)
- 1891:
  - Ely Culbertson, amerykański brydżysta (zm. 1955)
  - Mieczysław Starzyński, polski podpułkownik dyplomowany piechoty (zm. 1942)
- 1892:
  - Irvine Glennie, brytyjski admirał (zm. 1980)
  - Jack MacBryan, brytyjski krykiecista, hokeista na trawie (zm. 1983)
  - Arthur Seyss-Inquart, austriacki polityk nazistowski, gauleiter Austrii (zm. 1946)
- 1894:
  - Gustaf Carlson, szwedzki piłkarz, trener (zm. 1942)
  - Björn Collinder, szwedzki językoznawca-uralista (zm. 1983)
  - Oskar Maria Graf, niemiecki pisarz, anarchista (zm. 1967)
- 1895:
  - August Agbola O’Brown, polski muzyk, uczestnik powstania warszawskiego pochodzenia nigeryjskiego (zm. 1976)
  - Paulina Pfeiffer, amerykańska dziennikarka (zm. 1951)
  - Pawieł Suchoj, rosyjski konstruktor samolotów (zm. 1975)
- 1896:
  - Phil Jutzi, niemiecki reżyser filmowy (zm. 1946)
  - Władimir Pietrow, rosyjski reżyser i scenarzysta filmowy (zm. 1966)
- 1897 – Ryszard Dreszer, polski psychiatra (zm. 1968)
- 1898:
  - Stephen Benét, amerykański poeta, prozaik (zm. 1943)
  - Alexander Calder, amerykański rzeźbiarz, malarz, ilustrator, grafik (zm. 1976)
- 1899:
  - Sobhuza II, król Suazi (zm. 1982)
  - Domingo Tejera, urugwajski piłkarz (zm. 1969)
- 1900:
  - Irene Guest, amerykańska pływaczka (zm. 1970)
  - Rolf Johannesson, niemiecki kontradmirał (zm. 1989)
- 1901 – Roman Wajda, polski inżynier podpułkownik saperów, działacz polonijny (zm. 1974)
- 1902:
  - Francis Bitter, amerykański fizyk, wynalazca (zm. 1967)
  - Andrés Mazali, urugwajski piłkarz, bramkarz (zm. 1975)
  - (lub 22 marca) Augustyn Necel, polski rybak, pisarz kaszubski (zm. 1976)
- 1903:
  - Ammi Asaf, izraelski polityk (zm. 1963)
  - Johannes de Klerk, południowoafrykański polityk, p.o. prezydenta RPA (zm. 1979)
  - Charles „Bud” Taylor, amerykański bokser (zm. 1962)
- 1904:
  - Donald Oldigin Hebb, kanadyjski psycholog (zm. 1985)
  - Paul Vanuxem, francuski generał (zm. 1961)
  - Helena Wielgomasowa, polska dziennikarka, poetka, aktorka (zm. ?)
- 1905:
  - Borys Michałowski, polski rzeźbiarz, pedagog (zm. 1995)
  - Wolfgang Paalen, austriacko-meksykański malarz, rzeźbiarz, filozof (zm. 1959)
- 1906 – Richard Lawrence, amerykański bobsleista (zm. 1974)
- 1907:
  - Aldo Donelli, amerykański piłkarz, trener pochodzenia włoskiego (zm. 1994)
  - Phillips Holmes, amerykański aktor (zm. 1942)
  - Kazimierz Kubicki, polski aktor (zm. 1969)
  - Romualdas Marcinkus, litewski piłkarz, pilot wojskowy (zm. 1944)
  - Anton Schall, austriacki piłkarz, trener (zm. 1947)
- 1908 – Jerzy Kornacki, polski pisarz (zm. 1981)
- 1909:
  - Licia Albanese, amerykańska śpiewaczka operowa, pianistka pochodzenia włoskiego (zm. 2014)
  - Giuseppe Bigogno, włoski piłkarz, trener (zm. 1977)
  - Lal Shah Bokhari, indyjski hokeista na trawie (zm. 1959)
  - Stanisław Kolendo, polski architekt (zm. 2001)
  - Dorino Serafini, włoski motocyklista i kierowca wyścigowy (zm. 2000)
- 1910:
  - Maria Buchwald, polska aktorka (zm. 2003)
  - Jankiel Herszkowicz, polski piosenkarz, autor piosenek pochodzenia żydowskiego (zm. 1972)
  - Bolesław Mrówczyński, polski pisarz (zm. 1982)
  - Ruthie Tompson, amerykańska animatorka, superstulatka (zm. 2021)
- 1911 – José María Lemus, salwadorski podpułkownik, polityk, prezydent Salwadoru (zm. 1993)
- 1912 – Stefan Kosobudzki, polski porucznik, żołnierz NSZ (zm. 1944)
- 1913:
  - Stefan Chojnacki, polski dziennikarz, polityk (zm. 1942)
  - Ewald Urban, polski piłkarz (zm. 1959)
- 1914 – Hortensia Bussi, chilijska pierwsza dama (zm. 2009)
- 1915 – Josef Šebánek, czeski aktor (zm. 1977)
- 1916:
  - Gino Bianco, brazylijski kierowca wyścigowy (zm. 1984)
  - Marcel Cerdan, francuski bokser (zm. 1949)
- 1917 – Pentti Aalto, fiński językoznawca, orientalista (zm. 1998)
- 1918 – Howard Crossett, amerykański bobsleista (zm. 1968)
- 1919 – Naim Talu, turecki ekonomista, bankier, polityk, premier Turcji (zm. 1998)
- 1920:
  - René Quitral, chilijski piłkarz, bramkarz (zm. 1982)
  - Diether Todenhagen, niemiecki oficer marynarki, dowódca okrętów podwodnych (zm. 1944)
- 1921:
  - William V. Roth Jr., amerykański polityk, senator (zm. 2003)
  - Michał Witwicki, polski architekt, konserwator zabytków (zm. 2007)
- 1922:
  - John F. Burke, amerykański chirurg, twórca sztucznej skóry (zm. 2011)
  - Roger Quinche, szwajcarski piłkarz (zm. 1982)
  - Dan Rowan, amerykański aktor, komik (zm. 1987)
  - Patricia Canning Todd, amerykańska tenisistka (zm. 2015)
- 1923:
  - Bob Dole, amerykański prawnik, polityk, senator (zm. 2021)
  - Visvaldis Lāms, łotewski pisarz (zm. 1992)
  - The Fabulous Moolah, amerykańska wrestlerka, menedżerka (zm. 2007)
  - Nettie Witziers-Timmer, holenderska lekkoatletka, sprinterka (zm. 2005)
- 1924:
  - Adam Galos, polski historyk (zm. 2013)
  - Bill Perkins, amerykański saksofonista jazzowy (zm. 2003)
  - Geza Vermes, węgierski historyk, teolog (zm. 2013)
- 1925:
  - Roman Kosierkiewicz, polski aktor (zm. 2000)
  - Joseph Sargent, amerykański reżyser filmowy (zm. 2014)
- 1926:
  - Bryan Forbes, brytyjski aktor, reżyser filmowy (zm. 2013)
  - Witold Jabłoński, polski operator filmów dokumentalnych (zm. 2000)
  - Aloiza Zacharska-Marcolla, polska malarka i nauczycielka (zm. 2020)
- 1927:
  - Max Howell, australijski pedagog, pisarz, sportowiec (zm. 2014)
  - George Hunter, południowoafrykański bokser (zm. 2004)
  - Feliks Milan, polski żołnierz AK, współzałożyciel Związku Sybiraków (zm. 2010)
- 1928:
  - Orson Bean, amerykański aktor (zm. 2020)
  - Nedełczo Beronow, bułgarski prawnik, polityk (zm. 2015)
  - Freda Dowie, brytyjska aktorka (zm. 2019)
  - Alfred Hilbe, liechtensteiński polityk, premier Liechtensteinu (zm. 2011)
  - Per Højholt, duński pisarz (zm. 2004)
  - Halina Lerman, polska malarka (zm. 2013)
- 1929:
  - David Arias, hiszpański duchowny katolicki, biskup pomocniczy Newark w USA (zm. 2019)
  - Baselios Thomas I, indyjski duchowny, biskup Angamali, zwierzchnik Malankarskiego Syryjskiego Kościoła Ortodoksyjnego (zm. 2024)
  - Michel Roux, francuski aktor (zm. 2007)
  - Marian Rułka, polski aktor (zm. 1983)
- 1930:
  - Eric del Castillo, meksykański aktor
  - Nikołaj Krogius, rosyjski szachista (zm. 2022)
  - Jeremy Lloyd, brytyjski aktor, scenarzysta filmowy i telewizyjny (zm. 2014)
  - Sebastiano Mannironi, włoski sztangista (zm. 2015)
- 1931:
  - Perry Lopez, amerykański aktor pochodzenia portorykańskiego (zm. 2008)
  - Guido de Marco, maltański prawnik, polityk, prezydent Malty (zm. 2010)
  - Stanisław Sparażyński, polski aktor
  - Anna Zambrzycka, polska etnolog, profesor nauk humanistycznych (zm. 1993)
- 1932:
  - Naomi Feil, amerykańska gerontolożka (zm. 2023)
  - Óscar de la Renta, dominikański projektant mody (zm. 2014)
  - Tom Robbins, amerykański pisarz (zm. 2025)
  - Jack Schwartzman, amerykański producent filmowy pochodzenia żydowskiego (zm. 1994)
- 1933:
  - Iwo Dobiecki, polski scenograf (zm. 1993)
  - Bogdan Dworak, polski pisarz, regionalista (zm. 2020)
  - Tommy Traynor, irlandzki piłkarz (zm. 2006)
- 1934:
  - Raniero Cantalamessa, włoski kapucyn, teolog, kardynał
  - Sam Chaffey, nowozelandzki narciarz alpejski, olimpijczyk (zm. 1998)
  - Louise Fletcher, amerykańska aktorka (zm. 2022)
  - Leon Rotman, rumuński kajakarz
- 1935:
  - Władimir Łobow, rosyjski generał armii, naukowiec
  - Ron Springett, angielski piłkarz, bramkarz (zm. 2015)
- 1936:
  - John Albrechtson, szwedzki żeglarz sportowy (zm. 1985)
  - Zbigniew Belina-Brzozowski, polski pisarz, autor literatury dziecięcej i młodzieżowej (zm. 1992)
  - Juan Seminario, peruwiański piłkarz
  - Gian Franco Svidercoschi, włoski dziennikarz, pisarz, watykanista pochodzenia polskiego
  - Józef Swastek, polski duchowny katolicki, historyk, hagiograf (zm. 2021)
- 1937:
  - Adrienne Hill, brytyjska aktorka (zm. 1997)
  - Paul Kozlicek, austriacki piłkarz (zm. 1999)
  - Hiro Matsuda, japoński wrestler (zm. 1999)
  - Wiktor Riabow, rosyjski historyk, polityk (zm. 2025)
  - Oleg Szenin, rosyjski polityk (zm. 2009)
- 1938:
  - Martino Canessa, włoski duchowny katolicki, biskup Tortony
  - Jerzy Mellibruda, polski psycholog, psychoterapeuta (zm. 2020)
  - Mark Rakita, rosyjski szablista
  - Nijolė Sadūnaitė, litewska zakonnica, dysydentka (zm. 2024)
  - Terence Stamp, brytyjski aktor (zm. 2025)
  - Ričardas Tamulis, litewski bokser (zm. 2008)
- 1939:
  - Gila Almagor, izraelska aktorka, pisarka
  - Ryszard Bańkowicz, polski dziennikarz, korespondent, reportażysta
  - Siegfried Krug, niemiecka ofiara muru berlińskiego (zm. 1968)
  - Marian Nasiadko, polski agronom, menadżer, działacz państwowy, wiceprezydent Warszawy (zm. 2024)
  - Krzysztof Zarębski, polski malarz, rzeźbiarz, scenograf
- 1940:
  - Emery Kabongo, kongijski duchowny katolicki, biskup Luebo
  - Alexandra van der Mije, rumuńska i holenderska szachistka (zm. 2013)
  - Alex Trebek, kanadyjski prezenter telewizyjny (zm. 2020)
- 1941:
  - Ole Jørgen Benedictow, norweski historyk
  - George Clinton, amerykański wokalista i muzyk funkowy
  - Elizabeth Jeffreys, brytyjska historyk, bizantynolog (zm. 2023)
  - Thorwald Proll, niemiecki lewicowy działacz ruchu studenckiego, pisarz
  - Hervé Renaudin, francuski duchowny katolicki, biskup Pontoise (zm. 2013)
  - Stanisław Woronowicz, polski fizyk, matematyk
- 1942:
  - Toyohiro Akiyama, japoński dziennikarz, kosmonauta
  - Henryk Gołębiewski, polski nauczyciel, samorządowiec, polityk, wojewoda wałbrzyski, marszałek dolnośląski, prezydent Wałbrzycha, wiceminister edukacji i sportu, senator i poseł na Sejm RP
- 1943:
  - Masaru Emoto, japoński pisarz, badacz struktury wody (zm. 2014)
  - Kay Bailey Hutchison, amerykańska polityk, senator
  - Jesús Juárez Párraga, hiszpański duchowny katolicki, arcybiskup Sucre w Boliwii
- 1944:
  - Rick Davies, brytyjski muzyk, założyciel i członek rockowego zespołu Supertramp
  - Mikołaj Müller, polski aktor (zm. 2021)
  - Anand Satyanand, nowozelandzki prawnik, działacz państwowy, gubernator generalny
- 1945:
  - Jarosław Bartoszewicz, polski matematyk (zm. 2013)
  - Edgar Stangeland, norweski żużlowiec
- 1946:
  - Danny Glover, amerykański aktor, reżyser i producent filmowy
  - Mireille Mathieu, francuska piosenkarka
  - Petre Roman, rumuński polityk, premier Rumunii
  - Paul Schrader, amerykański scenarzysta i reżyser filmowy
  - Jacques Sylla, madagaskarski polityk, premier Madagaskaru (zm. 2009)
  - Johnson Toribiong, palauski prawnik, polityk, prezydent Palau
- 1947:
  - Albert Brooks, amerykański aktor, reżyser i scenarzysta filmowy
  - Gilles Duceppe, kanadyjski polityk
  - Don Henley, amerykański wokalista, muzyk, autor tekstów, członek zespołu The Eagles
  - Jerzy Jurkiewicz, polski fizyk teoretyk (zm. 2021)
  - Stanisław Krzemiński, polski scenarzysta filmowy
  - Mihaela Peneș, rumuńska lekkoatletka, oszczepniczka (zm. 2024)
  - Marcin Wolski, polski pisarz, satyryk, publicysta
- 1948:
  - Alfonso Cano, kolumbijski przywódca komunistycznej organizacji partyzanckiej FARC (zm. 2011)
  - Ana de Palacio, hiszpańska prawnik, polityk
  - Wacław Panek, polski muzykolog, pisarz, dziennikarz, krytyk i publicysta muzyczny
  - Yves-Thibault de Silguy, francuski menedżer, dyplomata, urzędnik państwowy, polityk
- 1949:
  - Muhammad ibn Raszid Al Maktum, arabski szejk, emir Dubaju, premier i wiceprezydent Zjednoczonych Emiratów Arabskich
  - Alan Menken, amerykański kompozytor
  - Olle Schmidt, szwedzki polityk
  - Wojciech Trzciński, polski kompozytor, aranżer, pianista, gitarzysta (zm. 2025)
  - Óscar Varona, kubański koszykarz
  - Lasse Virén, fiński lekkoatleta, długodystansowiec
- 1950:
  - Nelsinho Baptista, brazylijski piłkarz, trener
  - François Chevaldonnet, francuski szachista
  - Marek Karbarz, polski siatkarz, trener
  - Fred McNair, amerykański tenisista
  - Miloslava Rezková, czeska lekkoatletka, skoczkini wzwyż (zm. 2014)
  - Frits Schür, holenderski kolarz szosowy
- 1951:
  - Andrzej Arciszewski, polski aktor, lalkarz
  - Ghaleb Bader, jordański duchowny katolicki, arcybiskup Algieru
  - Giovanni Battaglin, włoski kolarz szosowy
  - Daniel I, rumuński duchowny, teolog, patriarcha Rumuńskiego Kościoła Prawosławnego
  - Oleg Gazmanow, rosyjski piosenkarz, kompozytor, poeta
  - Wanda Grzeczkowska, polska aktorka
  - Roman Haber, polski koszykarz, trener, działacz sportowy (zm. 2016)
  - Dušan Vujović, serbski ekonomista, nauczyciel akademicki, polityk, minister gospodarki, minister finansów (zm. 2025)
  - Slick Watts, amerykański koszykarz (zm. 2025)
- 1952:
  - Bird Averitt, amerykański koszykarz (zm. 2020)
  - Józef Dziemdziela, polski oficer pożarnictwa, polityk, senator RP
  - Krzysztof Szymański, polski generał brygady
- 1953:
  - Juan José Chaparro, argentyński duchowny katolicki, biskup San Carlos de Bariloche
  - Valentim Fagundes de Meneses, portugalski duchowny katolicki, biskup diecezjalny Balsas
  - Brian Howe, brytyjski wokalista rockowy, kompozytor, członek zespołu Bad Company (zm. 2020)
  - Maxine McKew, australijska dziennikarka, polityk
  - René Vandereycken, belgijski piłkarz, trener
- 1954:
  - Ainsley Bennett, brytyjski lekkoatleta, sprinter pochodzenia jamajskiego
  - Dainis Bremze, łotewski saneczkarz
  - Al Di Meola, amerykański gitarzysta jazzowy pochodzenia włoskiego
  - Steve LaTourette, amerykański polityk (zm. 2016)
  - Bill Miller, brytyjski polityk
  - Toninho Moura, brazylijski trener piłkarski
  - Rolf Nikel, niemiecki dyplomata
  - Krystyna Skowrońska, polska polityk, poseł na Sejm RP
  - Bogdan Tyszkiewicz, polski hokeista, trener, przedsiębiorca, działacz sportowy i samorządowy (zm. 2005)
- 1955:
  - Michał Breitenwald, polski aktor
  - Willem Dafoe, amerykański aktor
  - Michał Ogórek, polski dziennikarz, felietonista, satyryk
  - Manuela Wiesler, austriacka flecistka, pedagog (zm. 2006)
- 1956:
  - Basilio Athai, birmański duchowny katolicki, arcybiskup Taunggyi
  - Ryszard Galla, polski działacz mniejszości niemieckiej, polityk, poseł na Sejm RP
  - Piotr Głażewski, polski trener kajakarstwa (zm. 2010)
  - Andrzej Marek Grabowski, polski pisarz, scenarzysta programów telewizyjnych dla dzieci
  - Chris Morton, brytyjski żużlowiec
  - Mick Pointer, brytyjski perkusista, członek zespołu Marillion
  - Jan Zamojski, polski historyk filozofii, scenarzysta, tłumacz
- 1957:
  - Zbigniew Nowosadzki, polski malarz
  - Sjaak Pieters, holenderski kolarz torowy
  - Takashi Watanabe, japoński reżyser filmów anime
- 1958:
  - Iva Bittová, czeska skrzypaczka, kompozytorka, wokalistka
  - Sævar Jónsson, islandzki piłkarz
  - Jaime Pacheco, portugalski piłkarz, trener
  - Paweł Trzaska, polski reżyser i scenarzysta filmowy (zm. 1995)
- 1959:
  - César Ferioli, hiszpański autor komiksów
  - Nigel Findley, kanadyjski pisarz, autor gier RPG (zm. 1995)
  - Andriej Sidorienko, rosyjsko-białoruski hokeista, trener
- 1960:
  - Gary Bannister, angielski piłkarz
  - Marian Błachut, polski przedsiębiorca, polityk, samorządowiec, burmistrz Czechowic-Dziedzic
  - Janusz Bronowicz, polski generał dywizji
  - Małgorzata Flegel-Siedler, polska aktorka
  - Torben Grael, brazylijski żeglarz sportowy pochodzenia duńskiego
  - António Leitão, portugalski lekkoatleta, długodystansowiec (zm. 2012)
  - Djamel Menad, algierski piłkarz (zm. 2025)
  - Jon Oliva, amerykański muzyk, kompozytor, wokalista, członek zespołu Savatage pochodzenia włoskiego
  - Andrzej Pałasz, polski piłkarz
  - Piotr Siejka, polski aktor
  - Artur Sygulski, polski szachista
- 1961:
  - Pat McDonough, amerykański kolarz torowy
  - Libor Pala, czeski trener piłkarski
  - Porfiry (Perić), serbski biskup prawosławny
  - Irina Rozanowa, rosyjska aktorka
  - Aram Sarkisjan, ormiański polityk, premier Armenii
- 1962:
  - Steve Albini, amerykański gitarzysta, wokalista, kompozytor, autor tekstów, inżynier dźwięku, dziennikarz muzyczny pochodzenia włoskiego (zm. 2024)
  - José Apolinário, portugalski prawnik, polityk
  - Pieter De Crem, flamandzki i belgijski polityk
  - Alvin Robertson, amerykański koszykarz
  - Jiří Šejba, czeski hokeista, trener
- 1963:
  - Zygmunt Białogłowski, polski komandor
  - Emilio Butragueño, hiszpański piłkarz
  - Rob Estes, amerykański aktor
  - Joanna Going, amerykańska aktorka
  - Olivier Gourmet, belgijski aktor
  - Valerio Lazzeri, szwajcarski duchowny katolicki, biskup Lugano
  - Emily Saliers, amerykańska muzyk, kompozytorka, członkini zespołu Indigo Girls
- 1964:
  - Sylvain Bataille, francuski duchowny katolicki, biskup Saint-Étienne
  - Bonnie Langford, brytyjska aktorka, tancerka, piosenkarka
  - John Leguizamo, kolumbijsko-amerykański aktor
  - Anneke von der Lippe, norweska aktorka
  - David Spade, amerykański aktor, komik
- 1965:
  - Robert Aderholt, amerykański polityk, kongresman
  - Patrick Labyorteaux, amerykański aktor
  - Shawn Michaels, amerykański wrestler
  - Jacek Orłowski, polski reżyser teatralny, pedagog
  - Mario Tabares, kubański tenisista
- 1966:
  - Javier García, hiszpański lekkoatleta, tyczkarz
  - Sonja Gaudet, kanadyjska curlerka
  - Małgorzata Gosiewska, polska polityk, poseł na Sejm RP
  - Georgi Iliew, bułgarski przedsiębiorca, działacz piłkarski (zm. 2005)
  - Maria Newton, brytyjska lekkoatletka, tyczkarka
  - Harald Vilimsky, austriacki polityk
- 1967:
  - Swietłana Fiedotkina, rosyjska łyżwiarka szybka
  - Piotr Głowski, polski ekonomista, przedsiębiorca, polityk, samorządowiec, senator RP, prezydent Piły
  - Rhys Ifans, brytyjski aktor, muzyk
  - Anita Iwańska, polska szpadzistka
- 1968:
  - Michał (Bondarczuk), ukraiński biskup prawosławny
  - Arno Geiger, austriacki pisarz
  - Karin Scheele, austriacka polityk
- 1969:
  - Gerwazy Reguła, polski reżyser i scenarzysta filmowy
  - Ronny Weller, niemiecki sztangista
- 1970:
  - Magdalena Jeziorowska, polska szpadzistka
  - Kaitano Tembo, zimbabweński piłkarz
  - Chris Ward, nowozelandzki akustyk, realizator dźwięku
  - Siergiej Zubow, rosyjski hokeista, trener
- 1971:
  - Trista Bernier, kanadyjska lekkoatletka, tyczkarka
  - Adam Cooper, brytyjski aktor, tancerz, choreograf
  - Cyril Domoraud, iworyjski piłkarz
  - Micheil Kawelaszwili, gruziński piłkarz, polityk, prezydent Gruzji
  - Kristine Lilly, amerykańska piłkarka
  - Žygimantas Pavilionis, litewski polityk, dyplomata
  - Artur Wawryszuk, polski pisarz, krytyk teatralny
  - Wu Li-chuan, tajwańska zapaśniczka
- 1972:
  - Ipolito Fenukitau, tongański i australijski rugbysta
  - Colin Ferguson, kanadyjski aktor
  - Andrew Holness, jamajski polityk, premier Jamajki
  - Michael Johansen, duński piłkarz
- 1973:
  - Daniel Jones, australijski muzyk, aktor
  - Rufus Wainwright, amerykański piosenkarz
- 1974:
  - Maria Mrówczyńska, polska inżynier, profesor, wiceminister
  - Franka Potente, niemiecka aktorka
  - Francisco Rojas, chilijski piłkarz
  - Paweł Tański, polski poeta, badacz literatury
- 1975:
  - Serafim Byrzakow, bułgarski zapaśnik
  - Michał Dworczyk, polski samorządowiec, polityk, poseł na Sejm RP, minister-członek Rady Ministrów, eurodeputowany
  - Yūsuke Fujimoto, japoński kick-boxer
  - Marek Kawa, polski filolog, polityk, poseł na Sejm RP
  - Paweł Kowal, polski politolog, historyk, publicysta, polityk, poseł na Sejm RP, eurodeputowany
- 1976:
  - Karen Cliche, kanadyjska aktorka, modelka
  - Nicolas Huet, francuski snowboardzista
- 1977:
  - Hennadij Biłodid, ukraiński judoka
  - Krzysztof Habraszka, polski karateka
  - Ingo Hertzsch, niemiecki piłkarz
  - Alessandro Lucarelli, włoski piłkarz
- 1978:
  - Biesłan Barcyc, abchaski polityk, premier Abchazji
  - A.J. Cook, kanadyjska aktorka
  - Klaudiusz Hirsch, polski futsalista, trener
  - Dennis Rommedahl, duński piłkarz
  - Ishe Smith, amerykański bokser
- 1979:
  - Anna Bieleń-Żarska, polska tenisistka
  - Anastasija Kodirowa, rosyjska siatkarka
  - Iwona Niedźwiedź-Cecotka, polska piłkarka ręczna
- 1980:
  - Paweł Czarnecki, polski filozof, etyk, ekumenista
  - Scott Dixon, nowozelandzki kierowca wyścigowy
  - Dmitrij Kalinin, rosyjski hokeista
  - Dirk Kuijt, holenderski piłkarz
  - Marco Marchionni, włoski piłkarz
  - Kate Ryan, belgijska piosenkarka
  - Tablo, koreańsko-kanadyjski raper
- 1981:
  - Robin Bourne-Taylor, brytyjski wioślarz
  - Mantas Česnauskis, litewski koszykarz, trener
  - Switłana Matewuszewa, ukraińska żeglarka sportowa
  - Katarzyna Sowińska, polska aktorka, modelka
  - Clive Standen, brytyjski aktor
- 1982:
  - Anna Cziczerowa, rosyjska lekkoatletka, skoczkini wzwyż
  - EliZe, holenderska piosenkarka
  - Charlotte Karlsson, szwedzka lekkoatletka, tyczkarka
  - Jeremiah Massey, amerykański koszykarz
  - Barbara Stępniak, polska kick-boxerka
  - Orsolya Vérten, węgierska piłkarka ręczna
- 1983:
  - Nadine Alphonse, kanadyjska siatkarka
  - Juliana Felisberta, brazylijska siatkarka plażowa
  - Therese Islas Helgesson, szwedzka piłkarka ręczna
  - Aldo de Nigris, meksykański piłkarz
  - Magdalena Rzeźnik, polska koszykarka
  - Arsenie Todiraș, mołdawski piosenkarz
  - Sharni Vinson, australijska modelka, aktorka
- 1984:
  - Stewart Downing, angielski piłkarz
  - Kinzie Kenner, amerykańska aktorka pornograficzna
  - Krzysztof Kubów, polski urzędnik państwowy
  - Elin Lanto, szwedzka piosenkarka
- 1985:
  - Natalija Dawydowa, ukraińska sztangistka
  - Ryan Dolan, północnoirlandzki piosenkarz
  - Boukary Dramé, senegalski piłkarz
  - Randal Falker, amerykański koszykarz
  - Ben Foden, angielski rugbysta
  - Blanka Lipińska, polska pisarka
  - Mariama Signaté, francuska piłkarka ręczna pochodzenia senegalskiego
- 1986:
  - Borys Baraneć, ukraiński piłkarz
  - Hryhorij Baraneć, ukraiński piłkarz
  - Oreol Camejo, kubański siatkarz
  - Anna Klimakowa, rosyjska siatkarka
  - Djakaridja Koné, burkiński piłkarz pochodzenia iworyjskiego
  - Mrozu, polski piosenkarz, producent muzyczny
  - Dariusz Sęk, polski bokser
  - Thiego, brazylijski piłkarz (zm. 2016)
- 1987:
  - Sam Bewley, nowozelandzki kolarz torowy i szosowy
  - Charlotte Kalla, szwedzka biegaczka narciarska
  - Monika Prokopiuk, polska wspinaczka sportowa
  - Thomas Wallisch, amerykański narciarz dowolny
- 1988:
  - Anna Janik, polska aktorka
  - Thomas Kraft, niemiecki piłkarz, bramkarz
  - Łukasz Krasoń, polski działacz społeczny, wiceminister, pełnomocnik rządu ds. osób niepełnosprawnych
  - Andrea Riley, amerykańska koszykarka
  - Yuriko Yoshitaka, japońska aktorka
- 1989:
  - Israel Adesanya, nigeryjski kick-bokser, bokser, zawodnik MMA
  - Edgar Çani, albański piłkarz
  - Leandro Damião, brazylijski piłkarz
  - Aleksandr Iwanow, rosyjski sztangista
  - Daryl Janmaat, holenderski piłkarz
  - Andressa Picussa, brazylijska siatkarka
  - Jon Tumarkin, izraelski aktor
- 1990:
  - Nikolina Baradić, chorwacka polityczka
  - Milica Deura, bośniacka koszykarka
  - Kinga Gajewska, polska politolog, prawnik, działaczka samorządowa, polityk, poseł na Sejm RP
  - Kim Gwan-uk, południowokoreański zapaśnik
  - Jewgienija Kołodko, rosyjska lekkoatletka, kulomiotka
  - Ieva Krastiņa, łotewska koszykarka
  - Charles Nwaogu, nigeryjski piłkarz
- 1991:
  - Ante Budimir, chorwacki piłkarz
  - Dede Camara, gwinejska pływaczka
  - Kenny Elissonde, francuski kolarz szosowy
  - Simon Friedli, szwajcarski bobsleista
  - Matty James, angielski piłkarz
  - Tomi Juric, australijski piłkarz pochodzenia chorwackiego
  - Hiyadilis Melo, dominikańska lekkoatletka, tyczkarka
  - Mihajlo Sekulović, czarnogórski koszykarz
- 1992:
  - Ibrahima Dabo, madagaskarski piłkarz, bramkarz
  - Selena Gomez, amerykańska aktorka, piosenkarka pochodzenia meksykańsko-włoskiego
  - Václav Lebeda, czeski piosenkarz, autor piosenek
  - Kristýna Petrová, czeska szachistka
- 1993:
  - Marek Kalus, czeski hokeista
  - Katarzyna Polewany, polska aktorka
- 1994:
  - Daniel Álvarez, meksykański piłkarz
  - Manuel Battistini, sanmaryński piłkarz
- 1995:
  - Wilhem Belocian, francuski lekkoatleta, płotkarz
  - Anežka Drahotová, czeska lekkoatletka, chodziarka
  - Eliška Drahotová, czeska lekkoatletka, chodziarka
  - Marília Mendonça, brazylijska piosenkarka (zm. 2021)
- 1996:
  - Mauricio Baldivieso, boliwijski piłkarz
  - Kamil Dankowski, polski piłkarz
  - Kevin Fiala, szwajcarski hokeista pochodzenia czeskiego
- 1997:
  - Francesca Di Lorenzo, amerykańska tenisistka pochodzenia włoskiego
  - Aidan Lea, kanadyjska siatkarka
  - Fergus Riordan, brytyjski aktor
- 1998:
  - Michele Cevoli, sanmaryński piłkarz
  - Marc Cucurella, hiszpański piłkarz
  - Michał Kałuża, polski futsalista
  - Madison Pettis, amerykańska aktorka, piosenkarka
  - Federico Valverde, urugwajski piłkarz
- 1999:
  - Federica Busolini, włoska siatkarka
  - Miwa Morikawa, japońska zapaśniczka
  - Letizia Paternoster, włoska kolarka torowa
- 2000:
  - Wali Eddine Kebir, algierski zapaśnik
  - Axel Nefve, amerykański tenisista
- 2002:
  - Feliks, duński książę
  - Pablo Monroy, meksykański piłkarz
  - Ronaldo Laitonjam, indyjski kolarz torowy
  - Jakub Szymański, polski lekkoatleta, płotkarz
- 2004:
  - Yankuba Minteh, gambijski piłkarz
  - Danił Wasiljew, kazachski skoczek narciarski
- 2006 – Diego Frascio, włoski siatkarz
- 2013 – Jerzy z Cambridge, brytyjski książę

## Zmarli
- 1274 – Henryk III Gruby, hrabia Szampanii, król Nawarry (ur. 1244)
- 1376 – Simon Langham, angielski duchowny katolicki, arcybiskup Canterbury, kardynał, Lord Kanclerz (ur. 1315)
- 1461 – Karol VII Walezjusz, król Francji (ur. 1403)
- 1480 – Małgorzata Cylejska, księżna cieszyńska i głogowsko-ścinawska (ur. ok. 1411)
- 1493 – Augustyn Fangi z Biella, włoski dominikanin, błogosławiony (ur. 1430)
- 1500 – Jan Goślubski, polski duchowny katolicki, dyplomata (ur. ?)
- 1506 – Francisco Lloris y de Borja, hiszpański duchowny katolicki, biskup Termi i Elne, arcybiskup Trani, łaciński patriarcha Konstantynopola, kardynał (ur. ok. 1470)
- 1540 – Jan Zápolya, hrabia Siedmiogrodu, król Węgier (ur. 1487)
- 1591 – Veronica Franco, wenecka poetka, kurtyzana (ur. 1546)
- 1595 – Jerzy Juriewicz Chodkiewicz, krajczy litewski, starosta generalny żmudzki, marszałek Trybunału Głównego Wielkiego Księstwa Litewskiego (ur. ?)
- 1603 – Łukasz Górnicki, polski humanista, poeta, pisarz polityczny, tłumacz (ur. 1527)
- 1606 – Hieronim Stefanowski, polski jezuita, filozof, teolog, wykładowca akademicki (ur. prawd. 1568)
- 1610 – Karol I książę Meklemburgii-Güstrow (ur. 1540)
- 1619 – Wawrzyniec z Brindisi, włoski franciszkanin, teolog, dyplomata, doktor Kościoła, święty (ur. 1559)
- 1639 – Rutilio di Lorenzo Manetti, włoski malarz (ur. ok. 1571)
- 1645 – Gaspar de Guzmán, hiszpański polityk (ur. 1587)
- 1663 – Wojciech Tolibowski, polski duchowny katolicki, biskup poznański (ur. 1607)
- 1670 – Burchard Müller von der Lühnen, szwedzki dowódca wojskowy (ur. 1604)
- 1676 – Klemens X, papież (ur. 1590)
- 1679:
  - Filip Evans, angielski jezuita, męczennik, święty (ur. 1645)
  - Jan Lloyd, walijski duchowny katolicki, męczennik, święty (ur. ?)
- 1682 – Gabriel Ochocki, polski ziemianin, lekarz, wykładowca akademicki, rajca i burmistrz Krakowa (ur. ?)
- 1684 – Josefa de Óbidos, portugalsko-hiszpańska malarka (ur. 1630)
- 1700 – Alderano Cibo, włoski kardynał (ur. 1613)
- 1705 – Jan Władysław Ukolski, polski szlachcic, polityk (ur. ?)
- 1726 – Konstanty Władysław Sobieski, polski królewicz (ur. 1680)
- 1734 – Peter King, brytyjski arystokrata, prawnik, polityk (ur. 1669)
- 1738 – Wolfgang Hannibal von Schrattenbach, austriacki kardynał (ur. 1660)
- 1746 – Maria Teresa Rafaela Burbon, infantka hiszpańska, delfina Francji (ur. 1726)
- 1765 – Carl Alexander Clerck, szwedzki entomolog, arachnolog (ur. 1709)
- 1794 – Louis-Charles de Flers, francuski generał (ur. 1754)
- 1798 – María Amalia de Borbón, infantka hiszpańska (ur. 1779)
- 1802 – Marie François Xavier Bichat, francuski anatom, fizjolog (ur. 1771)
- 1803 – Domenico Corvi, włoski malarz (ur. 1721)
- 1811 – Karl Bühler, rosyjski baron, dyplomata pochodzenia niemieckiego (ur. 1749)
- 1812 – Emmanuel-Louis-Henri de Launay, francuski arystokrata, myśliciel polityczny, agent rządowy (ur. 1753)
- 1813 – George Shaw, brytyjski botanik, zoolog (ur. 1751)
- 1814 – Michael Egan, irlandzki duchowny katolicki, biskup Filadelfii (ur. 1761)
- 1817 – Josef Miloslav Rautenkranc, czeski duchowny katolicki, pedagog, poeta, publicysta (ur. 1776)
- 1819 – Corneille Brelle, francuski duchowny katolicki, arcybiskup Haiti (ur. 1754)
- 1824 – Robert Patterson, amerykański matematyk, historyk,  wykładowca akademicki, urzędnik, wojskowy pochodzenia irlandzkiego (ur. 1743)
- 1826 – Giuseppe Piazzi, włoski astronom (ur. 1746)
- 1828 – Antonio Calegari, włoski kompozytor (ur. 1757)
- 1832 – Napoleon II Bonaparte, król Rzymu i książę Reichstadt, pretendent do tronu Francji (ur. 1811)
- 1840 – Józef Jawurek, polski pianista, kompozytor, dyrygent pochodzenia czeskiego (ur. 1757)
- 1845 – Heinrich von Bellegarde, austriacki feldmarszałek (ur. 1756)
- 1850 – Vicente López Portaña, hiszpański malarz (ur. 1772)
- 1852:
  - Isidore Exelmans, francuski generał, marszałek i par Francji (ur. 1775)
  - Franciszek Ksawery Lampi, włoski malarz działający w Polsce (ur. 1782)
- 1853 – Christoffer Wilhelm Eckersberg, duński malarz (ur. 1783)
- 1856 – Thomas Doughty, amerykański malarz (ur. 1793)
- 1869 – John Augustus Roebling, amerykański inżynier, budowniczy mostów wiszących pochodzenia niemieckiego (ur. 1806)
- 1870 – Josef Strauss, austriacki kompozytor (ur. 1827)
- 1871 – Nikołaj Suchozaniet, rosyjski generał, polityk, minister wojny, namiestnik Królestwa Polskiego (ur. 1794)
- 1887 – Henryk Brühl, polski lekarz pochodzenia niemieckiego (ur. 1812)
- 1892 – Karol Rypiński, polski malarz-portrecista, grafik (ur. 1809)
- 1893 – John Rae, szkocki podróżnik (ur. 1813)
- 1895:
  - Charles Cardale Babington, brytyjski botanik, wykładowca akademicki (ur. 1808)
  - Rudolf von Gneist, niemiecki prawnik, wykładowca akademicki, polityk (ur. 1816)
- 1896 – Teodor Rogoziński, polski prezbiter katolicki, uczestnik powstania styczniowego, zesłaniec (ur. 1822)
- 1900:
  - Anna Wang, chińska męczennica i święta katolicka (ur. 1886)
  - Maria Wang Li, chińska męczennica i święta katolicka (ur. 1851)
  - Andrzej Wang Tianqing, chiński męczennik i święty katolicki (ur. 1891)
  - Łucja Wang Wang, chińska męczennica i święta katolicka (ur. 1869)
- 1901:
  - Edward Wiktor Leo, polski prawnik, dziennikarz pochodzenia żydowskiego (ur. 1828)
  - Nikanor (Popović), serbski biskup prawosławny (ur. 1831)
- 1902:
  - Thomas Croke, irlandzki duchowny katolicki, biskup Auckland, arcybiskup metropolita Cashel i Emly (ur. 1824)
  - Carl Gerhardt, niemiecki internista (ur. 1833)
  - Mieczysław Ledóchowski, polski duchowny katolicki, arcybiskup metropolita poznański i gnieźnieński i prymas Polski, kardynał (ur. 1822)
- 1903 – Rudolf Trzebicky, polski chirurg (ur. 1859)
- 1904 – Giovanni Battista Guidi, włoski duchowny katolicki, arcybiskup, dyplomata papieski (ur. 1852)
- 1905 – Juan Pablo Rojas Paúl, wenezuelski polityk, prezydent Wenezueli (ur. 1826)
- 1908:
  - William Randal Cremer, brytyjski związkowiec, laureat Pokojowej Nagrody Nobla (ur. 1838)
  - Carlo Nocella, włoski kardynał (ur. 1826)
- 1909 – Detlev von Liliencron, niemiecki poeta, prozaik, dramaturg (ur. 1844)
- 1911 – Józef Kościelski, polski poeta, dramaturg, polityk, mecenas sztuki, filantrop (ur. 1845)
- 1914:
  - George Crum, amerykański kucharz (ur. 1828)
  - Todor Krystew, bułgarski prawnik, polityk (ur. 1865)
- 1915:
  - Sandford Fleming, kanadyjski inżynier, wynalazca (ur. 1827)
  - Johannes Knoblauch, niemiecki matematyk, wykładowca akademicki (ur. 1855)
- 1916 – James Whitcomb Riley, amerykański poeta (ur. 1849)
- 1917 – William Bond, brytyjski pilot wojskowy, as myśliwski (ur. 1889)
- 1918:
  - Manuel González Prada, peruwiański eseista, poeta, polityk (ur. 1848)
  - Indra Lal Roy, indyjski pilot wojskowy, as myśliwski (ur. 1898)
- 1919 – Zygmunt Gidlewski, polski oficer w służbie rosyjskiej (ur. 1859)
- 1920:
  - Wacław Łepkowicz, polski plutonowy, powstaniec wielkopolski (ur. 1895)
  - Francisco Domingo Marqués, hiszpański malarz (ur. 1842)
- 1926:
  - Willard Louis, amerykański aktor (ur. 1882)
  - Otto Wilhelm Madelung, niemiecki chirurg (ur. 1846)
  - Friedrich von Wieser, austriacki ekonomista, wykładowca akademicki, polityk (ur. 1851)
- 1929:
  - Paul Flechsig, niemiecki neuroanatom, psychiatra, neuropatolog, wykładowca akademicki (ur. 1847)
  - Karol Karliński, polski aktor (ur. 1882)
  - Eugeniusz Orłowski, polski tytularny generał brygady (ur. 1864)
- 1930 – Wacław Szymanowski, polski rzeźbiarz (ur. 1859)
- 1932:
  - John Meade Falkner, brytyjski prozaik, poeta, paleograf, przedsiębiorca (ur. 1858)
  - Errico Malatesta, włoski anarchista, pisarz (ur. 1853)
- 1934:
  - John Dillinger, amerykański gangster (ur. 1903)
  - Jean Gaupillat, francuski kierowca wyścigowy (ur. 1891)
- 1936 – Karol Lenczowski, polski podpułkownik dyplomowany piechoty (ur. 1891)
- 1937:
  - James Ramsay Hunt, amerykański neurolog, wykładowca akademicki (ur. 1872)
  - Jaak Kärner, estoński strzelec sportowy (ur. 1892)
- 1938:
  - Ernest William Brown, amerykański astronom, matematyk, wykładowca akademicki pochodzenia brytyjskiego (ur. 1866)
  - Wacław Czosnowski, polski urzędnik konsularny (ur. 1897)
  - Masakatsu Waka, japoński major, dyplomata wojskowy (ur. ?)
- 1940:
  - Boris Chrieszczaticki, rosyjski generał major, oficer francuskiej Legii Cudzoziemskiej (ur. 1881)
  - George Fuller, australijski prawnik, polityk (ur. 1861)
  - Albert Young, amerykański bokser pochodzenia niemieckiego (ur. 1877)
- 1941:
  - Aleksandr Korobkow, radziecki generał major (ur. 1897)
  - Jan Jakub Kowalczyk, polski działacz narodowy, pisarz, dziennikarz, ekonomista, urzędnik konsularny, polityk, senator RP (ur. 1872)
  - Franciszek Kubat, polski starzy sierżant (ur. 1898)
  - Dmitrij Pawłow, radziecki generał armii, polityk (ur. 1897)
- 1944:
  - Heinz Brandt, niemiecki pułkownik, jeździec sportowy (ur. 1907)
  - Günther Korten, niemiecki generał (ur. 1898)
  - Ołeksandr Ołeś, ukraiński poeta (ur. 1878)
- 1945:
  - Bronisław Hellwig, polski harcerz, żołnierz AK, uczestnik powstania warszawskiego (ur. 1920)
  - Bolesław Kubik, polski działacz socjalistyczny, burmistrz Bolesławca (ur. 1918)
- 1950 – William Lyon Mackenzie King, kanadyjski polityk, premier Kanady (ur. 1874)
- 1951 – Clara Katharina Pollaczek, austriacka pisarka, poetka, dramatopisarka, tłumaczka pochodzenia żydowskiego (ur. 1875)
- 1952 – Antonio María Valencia, kolumbijski kompozytor, pianista, pedagog (ur. 1902)
- 1954:
  - Muhammed Ayaz İshaki, tatarski działacz narodowy (ur. 1878)
  - Michaił Riumin, radziecki funkcjonariusz służb specjalnych (ur. 1913)
- 1958 – Michaił Zoszczenko, rosyjski pisarz, satyryk (ur. 1895)
- 1959:
  - Lal Shah Bokhari, indyjski hokeista na trawie (ur. 1909)
  - Michał Nahorski, polski porucznik, rajdowiec (ur. 1909)
- 1960 – Yan Xishan, tajwański polityk, premier Tajwanu (ur. 1883)
- 1961 – Józef Teslar, polski oficer, poeta, tłumacz (ur. 1889)
- 1963 – Valerio Valeri, włoski kardynał (ur. 1883)
- 1964 – Alexander Richardson, brytyjski oficer, bobsleista (ur. 1887)
- 1966 – Bernard Carp, holenderski żeglarz sportowy (ur. 1901)
- 1967:
  - Lajos Kassák, węgierski pisarz, malarz, architekt (ur. 1887)
  - Günter Klass, niemiecki kierowca wyścigowy i rajdowy (ur. 1936)
  - Carl Sandburg, szwedzko-amerykański historyk, biograf, balladysta, folklorysta, poeta, prozaik (ur. 1878)
- 1968 – Giovanni Guareschi, włoski pisarz, dziennikarz, satyryk (ur. 1908)
- 1969 – Friedrich Schmidtke, niemiecki duchowny i teolog katolicki (ur. 1891)
- 1970:
  - Fritz Kortner, austriacki aktor (ur. 1892)
  - Jan Łukowski, polski aktor, reżyser teatralny (ur. 1946)
- 1971:
  - Teofil Długosz, polski duchowny katolicki, teolog, historyk Kościoła (ur. 1887)
  - Ryszard Kierczyński, polski aktor (ur. 1902)
  - Tadeusz Stępowski, polski prozaik, publicysta (ur. 1908)
- 1972:
  - Otte Blom, holenderski tenisista (ur. 1887)
  - Pavel Bořkovec, czeski kompozytor (ur. 1894)
  - Roman Niewiarowicz, polski aktor, reżyser teatralny, dramatopisarz, scenarzysta (ur. 1902)
  - Stefan Wrocławski, polski kompozytor, organista, dyrygent, pedagog (ur. 1899)
- 1974:
  - Lili Darvas, węgierska aktorka (ur. 1902)
  - Józef Jarema, polski malarz (ur. 1900)
  - Tadeusz Młynek, polski botanik, wykładowca akademicki (ur. 1900)
  - Wayne Morse, amerykański polityk (ur. 1900)
- 1975:
  - August Prosenik, jugosłowiański kolarz szosowy (ur. 1916)
  - Benjamin Vanninen, fiński biegacz narciarski (ur. 1921)
- 1976:
  - Hilbrand Boschma, holenderski zoolog, wykładowca akademicki (ur. 1893)
  - Karol Hławiczka, polski pianista, organista, kompozytor, dyrygent, pedagog, historyk muzyki, chopinolog (ur. 1894)
  - Jan Szejko, polski ziemianin, agronom, polityk, poseł na Sejm RP (ur. 1895)
  - Mortimer Wheeler, brytyjski archeolog, wykładowca akademicki (ur. 1890)
- 1977:
  - Francesco Cangiullo, włoski grafik, malarz, poeta (ur. 1884)
  - Jarosław Skulski, polski aktor (ur. 1907)
- 1979:
  - Janusz Kilarski, polski aktor, reżyser (ur. 1920)
  - Sándor Kocsis, węgierski piłkarz (ur. 1929)
  - Stein Rokkan, norweski politolog, socjolog (ur. 1921)
- 1981:
  - Zbigniew Dembiński, polski inżynier rolnictwa, polityk, poseł na Sejm RP (ur. 1898)
  - Zbigniew Hornung, polski historyk sztuki, wykładowca akademicki (ur. 1903)
  - Maria Agnieszka od Najświętszego Sakramentu, meksykańska zakonnica, błogosławiona (ur. 1904)
- 1982:
  - Siergiej Narowczatow, rosyjski poeta (ur. 1919)
  - Sonny Stitt, amerykański saksofonista jazzowy (ur. 1924)
  - Winicjusz Więckowski, polski aktor (ur. 1929)
- 1984 – Aleksander Hochberg, niemiecki książę, jeden z kandydatów do polskiej korony z okresu I wojny światowej, żołnierz Wojska Polskiego (ur. 1905)
- 1985 – Matti Järvinen, fiński lekkoatleta, oszczepnik (ur. 1909)
- 1986:
  - Aurelian Andreescu, rumuński piosenkarz (ur. 1942)
  - Edward Garmatz, amerykański polityk (ur. 1903)
  - Floyd Gottfredson, amerykański rysownik komiksowy (ur. 1905)
  - Natalija Użwij, ukraińska aktorka (ur. 1898)
- 1987 – Adele Comandini, amerykańska scenarzystka filmowa (ur. 1898)
- 1988 – Kazimierz Sembrat, polski zoolog, cytolog, embriolog (ur. 1902)
- 1990:
  - Jefim Nowosiołow, radziecki polityk (ur. 1906)
  - Manuel Puig, argentyński prozaik, dramaturg, scenarzysta filmowy (ur. 1932)
  - Eduard Strielcow, rosyjski piłkarz (ur. 1937)
- 1991:
  - Ludwik Kasendra, polski aktor (ur. 1920)
  - Aleksandr Osipienko, radziecki generał porucznik pilot (ur. 1910)
- 1993 – Juliusz Lubicz-Lisowski, polski aktor (ur. 1900)
- 1994 – Jim Healy, amerykański komentator sportowy (ur. 1923)
- 1995:
  - Bazyli Albiczuk, polski malarz prymitywista (ur. 1909)
  - Daniel Dixon, północnoirlandzki arystokrata, polityk (ur. 1912)
  - Zbigniew Janiszewski, polski aktor (ur. 1959)
  - Wanda Ładniewska-Blankenheimowa, polska rzeźbiarka pochodzenia żydowskiego (ur. 1905)
  - Kazimierz Henryk Podoski, polski ekonomista, politolog, wykładowca akademicki (ur. 1923)
- 1996:
  - Peter Ludwig, niemiecki przemysłowiec, mecenas sztuki (ur. 1925)
  - Marek Sikora, polski aktor, reżyser, choreograf (ur. 1959)
- 1997 – János Mogyorósi-Klencs, węgierski gimnastyk (ur. 1922)
- 1998:
  - Eugene Aserinsky, amerykański neurofizjolog pochodzenia żydowskiego (ur. 1921)
  - Fritz Buchloh, niemiecki piłkarz, bramkarz (ur. 1909)
  - Antonio Saura, hiszpański malarz, pisarz (ur. 1930)
- 2000:
  - Staffan Burenstam Linder, szwedzki ekonomista, wykładowca akademicki, polityk (ur. 1931)
  - Claude Sautet, francuski reżyser i scenarzysta filmowy (ur. 1924)
- 2001:
  - Bertie Felstead, brytyjski weteran wojenny (ur. 1894)
  - Miklós Mészöly, węgierski pisarz (ur. 1921)
- 2002 – Giuseppe Corradi, włoski piłkarz, trener (ur. 1932)
- 2003:
  - Kusaj Husajn, iracki polityk, syn Saddama (ur. 1968)
  - Udaj Husajn, iracki polityk, syn Saddama (ur. 1964)
- 2004 – Sacha Distel, francuski gitarzysta, piosenkarz (ur. 1933)
- 2005 – Zofia Łapicka, polska aktorka (ur. 1917)
- 2006 – Donald Cabral Reid, dominikański wojskowy, polityk, prezydent Dominikany (ur. 1923)
- 2007:
  - Lászlo Kovács, węgierski operator filmowy (ur. 1933)
  - Ulrich Mühe, niemiecki aktor (ur. 1953)
  - Jean Stablinski, francuski kolarz szosowy pochodzenia polskiego (ur. 1932)
- 2008:
  - Estelle Getty, amerykańska aktorka (ur. 1923)
  - Victor McKusick, amerykański genetyk (ur. 1921)
- 2009:
  - Nelson Demarco, urugwajski koszykarz (ur. 1925)
  - Mark Leduc, kanadyjski bokser (ur. 1964)
- 2010:
  - Andrzej Falkiewicz, polski pisarz, eseista, krytyk teatralny (ur. 1929)
  - Kenny Guinn, amerykański przedsiębiorca, nauczyciel akademicki, polityk (ur. 1936)
- 2011:
  - Linda Christian, meksykańska aktorka (ur. 1923)
  - Włodzimierz Janiurek, polski polityk, dyplomata (ur. 1924)
- 2012:
  - Oswaldo Payá, kubański polityk, dysydent (ur. 1952)
  - Frank Pierson, amerykański scenarzysta i reżyser filmowy (ur. 1925)
  - Bohdan Stupka, ukraiński aktor, polityk, minister kultury (ur. 1941)
- 2013 – Dennis Farina, amerykański aktor (ur. 1944)
- 2015:
  - Jerzy Mieścicki, polski doktor nauk technicznych, wykładowca akademicki (ur. 1940)
  - Simon-Pierre Saint-Hillien, haitański duchowny katolicki, biskup Hinche (ur. 1951)
- 2016 – Jan Piątkowski, polski prawnik, polityk, poseł na Sejm RP, minister sprawiedliwości i prokurator generalny (ur. 1935)
- 2017:
  - Hans Björkegren, szwedzki poeta, pisarz, tłumacz (ur. 1933)
  - Kostiantyn Sytnyk, ukraiński fizjolog, biolog, polityk (ur. 1926)
  - Artiom Tarasow, rosyjski przedsiębiorca, polityk (ur. 1950)
- 2018:
  - Raymond Hunthausen, amerykański duchowny katolicki, biskup Heleny, arcybiskup Seattle (ur. 1921)
  - Chiyo Miyako, japońska superstulatka, najstarsza osoba na świecie (ur. 1901)
  - Egidius Schiffer, niemiecki seryjny morderca (ur. 1956)
- 2019:
  - Kazimierz Albin, polski technik lotniczy, podporucznik AK, więzień i uciekinier z KL Auschwitz, autor wspomnień (ur. 1922)
  - Józef Grzegorczyk, polski samorządowiec, prezydent Olsztyna (ur. 1949)
  - Hans Lagerqvist, szwedzki lekkoatleta, tyczkarz (ur. 1940)
  - Juan Rodolfo Laise, argentyński duchowny katolicki, biskup San Luis (ur. 1926)
  - Li Peng, chiński polityk komunistyczny, premier ChRL (ur. 1928)
  - Wiktor Musijaka, ukraiński prawnik, polityk (ur. 1946)
  - Marek Rymuszko polski pisarz, publicysta, reportażysta, scenarzysta filmowy (ur. 1948)
- 2020:
  - Eulogiusz, rosyjski duchowny prawosławny, metropolita włodzimierski i suzdalski (ur. 1937)
  - Aleksandr Gusiew, rosyjski hokeista, trener (ur. 1947)
  - Aleksandr Iwanicki, rosyjski zapaśnik, sambista (ur. 1937)
  - Wojciech Kostecki, polski aktor (ur. 1936)
- 2021:
  - Leszek Benke, polski aktor, artysta kabaretowy (ur. 1952)
  - Palo Pandolfo, argentyński piosenkarz, gitarzysta, producent muzyczny (ur. 1964)
- 2022:
  - Emilie Benes Brzezinski, amerykańska rzeźbiarka (ur. 1932)
  - Jan Boguszewski, polski piłkarz (ur. 1939)
  - Heikki Haavisto, fiński agronom, polityk, minister spraw zagranicznych (ur. 1935)
  - Olgierd Pisarenko, polski muzykolog, krytyk muzyczny (ur. 1947)
- 2023:
  - Hassan Amcharrat, marokański piłkarz (ur. 1948)
  - Ferenc Cserháti, węgierski duchowny katolicki, biskup pomocniczy ostrzyhomsko-budapeszteński (ur. 1947)
  - Günther Herrmann, niemiecki piłkarz (ur. 1939)
  - Janina Kocemba-Koehler, polska nauczycielka, polityk, poseł na Sejm PRL (ur. 1930)
  - Adolf Scherer, słowacki piłkarz (ur. 1938)
- 2024:
  - Jerzy Artysz, polski śpiewak operowy (baryton), pedagog muzyczny (ur. 1930)
  - Wiesław Bednarek, polski śpiewak operowy (baryton) (ur. 1950)
  - Constantin Gruiescu, rumuński bokser (ur. 1945)
  - Zygmunt Łomny, polski pedagog, wykładowca akademicki (ur. 1930)
  - John Mayall, brytyjski muzyk bluesowy, multiinstrumentalista, kompozytor (ur. 1933)
  - Andrzej Milczanowski, polski prawnik, polityk, szef Urzędu Ochrony Państwa, minister spraw wewnętrznych (ur. 1939)
  - Carolyn Schuler, amerykańska pływaczka (ur. 1943)
- 2025:
  - Tadeusz Groń, polski fizyk, profesor nauk fizycznych (ur. 1953)
  - Joey Jones, walijski piłkarz (ur. 1955)
  - Chuck Mangione, amerykański trębacz i kompozytor jazzowy (ur. 1940)
  - Ozzy Osbourne, brytyjski muzyk, wokalista, autor tekstów, członek zespołu Black Sabbath (ur. 1948)
  - Michał Sulkiewicz, polski scenograf filmowy, dekorator wnętrz (ur. 1938)